# Xã Butler, Quận Knox, Ohio
Xã Butler (tiếng Anh: Butler Township) là một xã thuộc quận Knox, tiểu bang Ohio, Hoa Kỳ. Năm 2010, dân số của xã này là 1.171 người.